# Euploea kalinga
Euploea kalinga är en fjärilsart som beskrevs av William Doherty 1886. Euploea kalinga ingår i släktet Euploea och familjen praktfjärilar. Inga underarter finns listade i Catalogue of Life.